# エミュー科
エミュー科（エミューか、学名 Dromaiidae）は、ヒクイドリ目（または広義のダチョウ目）の1科である。ただし分類によってはヒクイドリ科に含められ、ヒクイドリ科エミュー亜科 Dromaiinae となる。
後期鮮新世から現れたエミュー属と、中新世–漸新世に生息していたエムアリウスの2属6種が属すが、現生種はエミュー属のエミュー1種のみである。

## 属と種
- エミュー属 Dromaius
  - エミュー Dromaius novaehollandiae
  - †Dromaius ater
  - †Dromaius baudinianus
  - †Dromaius ocypus
- †エムアリウス属 Emuarius
  - †Emuarius gidju
  - †Emuarius guljaruba